# Waffenpass (Österreich)

Muster eines Waffenpasses im Scheckkartenformat (Vorderseite)

Muster eines Waffenpasses im Scheckkartenformat (Rückseite)

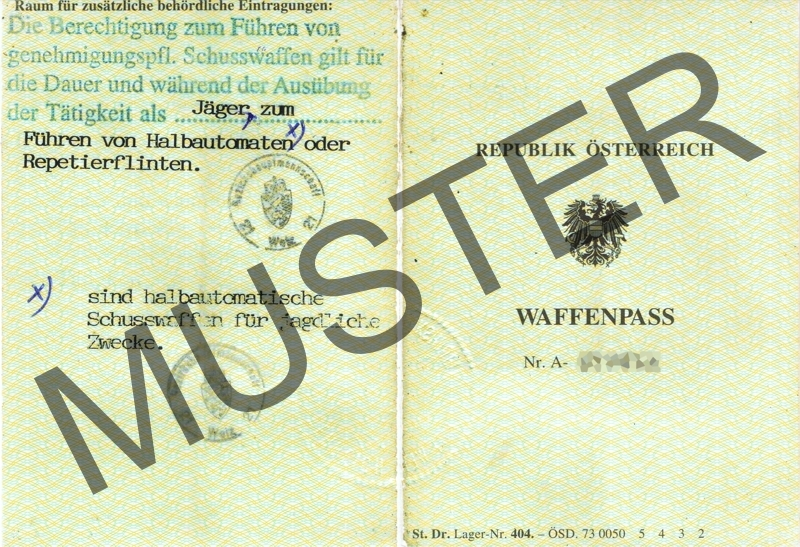
Muster eines alten Waffenpasses – Außenseite

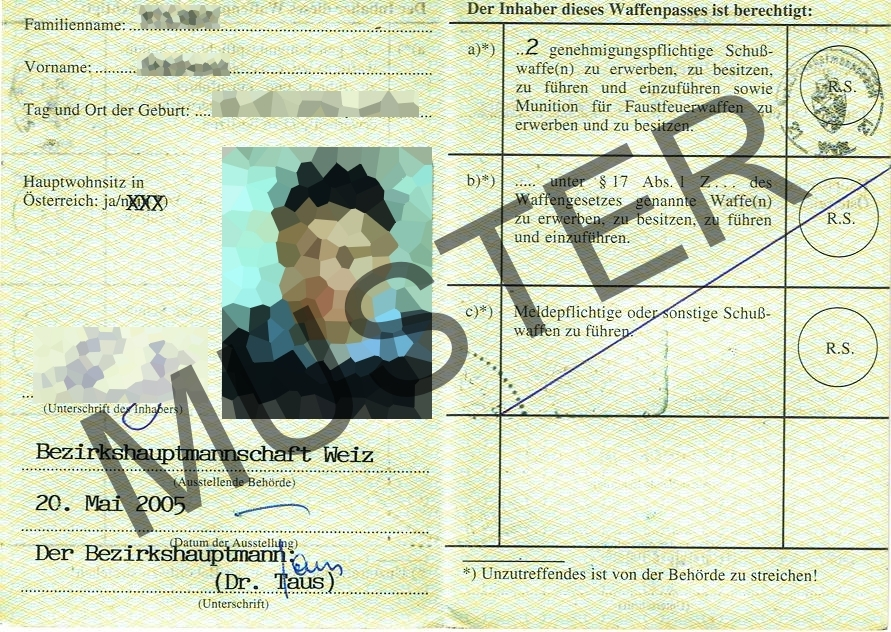
Muster eines alten Waffenpasses – Innenseite

Der Waffenpass (WP) ist eine waffenrechtliche Erlaubnis-Bescheinigung, welche von der für Waffenangelegenheiten zuständigen Behörde ausgestellt wird und den Inhaber zum Erwerb, Besitz, Einführen und zusätzlich (im Gegensatz zur Waffenbesitzkarte) zum Führen einer bestimmten Anzahl von genehmigungspflichtigen Schusswaffen (Kat. B), manchmal auch von generell verbotenen (Kat. A), meldepflichtigen (Kat. C) berechtigt. Landläufig ist der WP dafür bekannt, eine Person zu berechtigen, Faustfeuerwaffen zu führen. Dies muss aufgrund verschiedener Funktionen des Dokumentes nicht in jedem Fall zutreffen.
Ein WP wird generell sehr restriktiv und nur bei nachvollziehbaren hohen Bedarf ausgestellt. Die Ausstellung erfolgt in der Regel nur an Personen, die einer entsprechenden Bedrohung ausgesetzt sind und dies auch glaubhaft machen können. Erfolgt die Ausstellung nur aufgrund einer Bedrohung, die nur bei einer bestimmten Tätigkeit auftritt (wie etwa der Tätigkeit eines Mitarbeiters eines Sicherheitsdienstes) wird die Berechtigung zum Führen durch einen Vermerk eingeschränkt. Diese Einschränkung darf das Führen aber weder zeitlich noch örtlich einschränken.
Jeder EWR-Bürger kann unter gewissen Voraussetzungen einen WP für in der Regel ein oder zwei genehmigungspflichtige Schusswaffen beantragen. Die zuständige Behörde ist jeweils die Sicherheitsbehörde des Antragstellers. Das ist in der Regel die Bezirkshauptmannschaft oder in Statutarstädten der Magistrat. In Gemeinden, in denen die jeweilige Landespolizeidirektion als Sicherheitsbehörde I. Instanz fungiert, ist diese zuständig.
Der Waffenpass ist nicht mit
- dem Europäischen Feuerwaffenpass, der lediglich Grundlage einer Transporterlaubnis für das Ausland darstellt, aber keinesfalls das Führen regelt, oder
- der Waffenbesitzkarte, die nur zum Besitz, aber nicht zum allgemeinen Führen einer Waffe berechtigt,

zu verwechseln.

## Gesetzesauszug
| (1) Ein Mensch ist verlässlich, wenn er voraussichtlich mit Waffen sachgemäß umgehen wird und keine Tatsachen die Annahme rechtfertigen, dass er 1. Waffen missbräuchlich oder leichtfertig verwenden wird; 2. mit Waffen unvorsichtig umgehen oder diese nicht sorgfältig verwahren wird; 3. Waffen Menschen überlassen wird, die zum Besitz solcher Waffen nicht berechtigt sind. (2) Ein Mensch ist keinesfalls verlässlich, wenn er 1. alkohol- oder suchtkrank ist oder 2. psychisch krank oder geistesschwach ist oder 3. durch ein körperliches Gebrechen nicht in der Lage ist, mit Waffen sachgemäß umzugehen. (3) Als nicht verlässlich gilt ein Mensch im Falle einer Verurteilung 1. wegen einer unter Anwendung oder Androhung von Gewalt begangenen oder mit Gemeingefahr verbundenen vorsätzlichen strafbaren Handlung, wegen eines Angriffes gegen den Staat oder den öffentlichen Frieden oder wegen Zuhälterei, Menschenhandels, Schlepperei oder Tierquälerei zu einer Freiheitsstrafe von mehr als zwei Monaten oder einer Geldstrafe von mehr als 120 Tagessätzen oder 2. wegen gewerbsmäßigen, bandenmäßigen oder bewaffneten Schmuggels oder 3. wegen einer durch fahrlässigen Gebrauch von Waffen erfolgten Verletzung oder Gefährdung von Menschen oder 4. wegen einer in Z 1 genannten strafbaren Handlung, sofern er bereits zweimal wegen einer solchen verurteilt worden ist. (4) Eine gemäß Abs. 3 maßgebliche Verurteilung liegt nicht vor, wenn sie bereits getilgt ist. Trotz einer nicht getilgten Verurteilung im Sinne des Abs. 3 kann ein Mensch verlässlich sein, wenn das Gericht vom Ausspruch der Strafe abgesehen hat (§12 des Jugendgerichtsgesetzes 1988 JGG, BGBl. Nr. 599); gleiches gilt, wenn das Gericht sich den Ausspruch der Strafe vorbehalten hat (§ 13 JGG) oder die Strafe – außer bei Freiheitsstrafen von mehr als sechs Monaten – ganz oder teilweise bedingt nachgesehen hat, sofern kein nachträglicher Strafausspruch oder kein Widerruf der bedingten Strafnachsicht erfolgte. (5) Weiters gilt ein Mensch als nicht verlässlich, der öfter als zweimal wegen einer im Zustand der Trunkenheit begangenen schwerwiegenden Verwaltungsübertretung bestraft worden ist, sofern keine dieser Bestrafungen getilgt ist. (6) Schließlich gilt ein Mensch als nicht verlässlich, wenn aus Gründen, die in seiner Person liegen, die Feststellung des für die Verlässlichkeit maßgeblichen Sachverhaltes nicht möglich war. Als solcher Grund gilt jedenfalls, wenn der Betroffene sich anlässlich der Überprüfung seiner Verlässlichkeit weigert, der Behörde 1. Waffen, die er nur auf Grund der nach diesem Bundesgesetz ausgestellten Urkunde besitzen darf, samt den zugehörigen Urkunden vorzuweisen; 2. die sichere Verwahrung der in Z 1 genannten Waffen nachzuweisen, obwohl auf Grund bestimmter Tatsachen Zweifel daran bestehen, dass er die Waffen sicher verwahrt. (7) Bei erstmaliger Prüfung der Verlässlichkeit hat sich die Behörde davon zu überzeugen, ob Tatsachen die Annahme mangelnder waffenrechtlicher Verlässlichkeit des Betroffenen aus einem der in Abs. 2 genannten Gründe rechtfertigen. Antragsteller, die nicht Inhaber einer Jagdkarte sind, haben ein Gutachten darüber beizubringen, ob sie dazu neigen – insbesondere unter psychischer Belastung – mit Waffen unvorsichtig umzugehen oder sie leichtfertig zu verwenden. Der Bundesminister für Inneres hat durch Verordnung geeignete Personen oder Einrichtungen zu bezeichnen, die in der Lage sind, solche Gutachten dem jeweiligen Stand der Wissenschaft entsprechend zu erstellen. |

## Voraussetzungen für einen WP (Waffenpass)
Grundsätzlich kann jeder, der die folgenden Punkte erfüllt, in Österreich einen WP zum Führen von (Schuss-)Waffen bei seiner zuständigen Behörde beantragen:
- verlässlich
- Nachweis über die Befähigung zum sachgemäßen Umgang (z. B. durch „Waffenführerschein“) – nicht älter als 6 Monate
- EWR-Bürger (§ 9 EWR-Bürger im Waffengesetz 1996)
- 21. Lebensjahr vollendet
- positives psychologisches Gutachten (nicht erforderlich, wenn der Antragssteller Inhaber einer gültigen Jagdkarte ist) – nicht älter als 6 Monate
- Rechtfertigung / Nachweis der Notwendigkeit zum Führen einer Waffe
- kein aufrechtes Waffenverbot

Man sollte unbescholten sein. (Siehe § 8 Abs 3 – 5 WaffG)

### Verlässlichkeit
Die Verlässlichkeit (§ 8 Verlässlichkeit im Waffengesetz 1996) wird unter anderem durch einen von der Behörde ausgewählten Psychologen festgestellt. In dem von ihm erstellten Gutachten (Preis: € 283,20) über den Antragsteller steht dann sinngemäß z. B. Folgendes:
Herr/Frau X neigt unter psychischem Druck nicht dazu, mit (Schuss-)Waffen unachtsam umzugehen. Die Verlässlichkeit wird aber nicht nur aufgrund des Gutachtens festgestellt, sondern auch über mögliche Verurteilungen und Straftaten in der Vergangenheit sowie dem aktuellen Lebenswandel und Verhältnissen. Somit kann jemand, der einmal einen Diebstahl begangen hat, verlässlich sein. Jedoch ein Mehrfachtäter, der erneut Diebstähle begeht, kann von der Verlässlichkeit aufgrund der allgemeinen Deklarierung des § 8 Abs 1 WaffG ausgeschlossen werden, da die Behörde davon ausgehen kann, dass er kein genügendes Rechtsempfinden hat, um verlässlich zu sein.

### Unbescholtenheit
Man muss nicht unbescholten sein, um eine Waffenbesitzkarte oder einen Waffenpass ausgestellt zu bekommen. § 8 Abs 3 Z 1 bis Z 4 und Abs 5 des WaffG führen Straftatbestände auf, die einen Menschen von vornherein als unverlässlich deklarieren. Zum Beispiel schließt eine Verurteilung wegen eines Betruges oder eines Einbruchs den Betroffenen nicht vornherein vom Erwerb einer Schusswaffe aus. Die Verurteilung kann aber unter den Gesichtspunkten des § 8 Abs 1 WaffG herangezogen werden, um die allgemeine Verlässlichkeit aufgrund Wesens- und Charakterzüge zu überprüfen. Dies liegt allerdings im Ermessen der Behörde und hängt vom Einzelfall ab. Die Verlässlichkeit (ebenfalls § 8 Verlässlichkeit im Waffengesetz 1996) des Antragstellers wird durch die Bundespolizei geprüft und im Normalfall direkt von der WBK-Ausstellerbehörde angefordert und an diese übermittelt.

### Bedarf
Beim Bedarf (§ 21 Abs. 2, § 22 Abs. 2 Waffengesetz 1996) handelt es sich um einen im Antragsformular anzugebenden Verwendungszweck der Waffe, der auch plausibel erscheint und rechtlich erlaubt ist. Selbstverteidigung ohne besondere nachweisbare Gefährdung allgemein stellt keinen Grund dar.
Ein Bedarf ist jedenfalls als gegeben anzunehmen, wenn es sich beim Antragssteller um eine der folgende Personen handelt:
- Organ des öffentlichen Sicherheitsdienstes (§ 5 Abs. 2 SPG)
- Angehöriger der Justizwache
- Angehöriger der Militärpolizei

Sonst muss der Antragssteller glaubhaft machen, dass dieser außerhalb von Wohn- oder Betriebsräumen oder seiner eingefriedeten Liegenschaften besonderen Gefahren ausgesetzt ist, denen am zweckmäßigsten mit Waffengewalt wirksam begegnet werden kann.
Fälle, bei denen ein Waffenpass früher bewilligt werden konnte:
- Beruf (Wachdienst mit Bedarfs-Bestätigung des Dienstgebers, Taxifahrer oder sonstige Personen die einer größeren Bedrohung ausgesetzt sind und dies auch nachweisen können)
- Jagd (nur in Verbindung mit der Jagderlaubnis und gewissen jagdlichen Pflichten (Jagdaufseher oder dgl.), oder durch Schwarzwild gegebene Gefährdungen in Schwarzwildrevieren, welche durch den Landesjagdverband bestätigt werden)

## Ausstellung
Die Ausstellung eines Waffenpasses kann je nach Behörde von einigen Wochen bis zu einigen Monaten dauern. Die Behörde hat den Antrag binnen sechs Monaten zu behandeln.

### Berechtigung
Ein Waffenpass kann den Inhaber berechtigen, verschiedene Arten/Kategorien von Waffen zu führen. Die Art der Berechtigung ist auf der Innenseite des Waffenpasses angeführt.
Gemeinhin wird ein Waffenpass dazu benutzt, dem Inhaber zu gestatten, genehmigungspflichtige Waffen (Kategorie B: Faustfeuerwaffen, halbautomatische Langwaffen) zu führen. (Eine Besitz-Berechtigung für Waffen der Kategorie B geht nicht automatisch mit der Ausstellung eines WP einher.) Mit einem Waffenpass kann der Inhaber auch berechtigt werden, etwa nur meldepflichtige Waffen (Kategorie C: z. B. Büchsen und Flinten die nach jedem Schuss nachgeladen werden müssen) zu führen. Auch generell verbotene Schusswaffen (Kategorie A, z. B. Kriegsmaterial wie eine vollautomatische Maschinenpistole) könnten mit entsprechender Ausnahmebewilligung theoretisch von einem WP umfasst werden.
In Einzelfällen, z. B. bei Erteilung des WP aus Gründen der Jagd, kann die Genehmigung für Kategorie B auch auf halbautomatische Langwaffen beschränkt werden, etwa wenn durch den Antragsteller ein Bedarf zum Führen von halbautomatischen Langwaffen glaubhaft gemacht wird, jedoch etwa mangels Schwarzwild im Revier kein Bedarf für das Führen von Faustfeuerwaffen vorliegt.
Es ist zu beachten, dass die durch den WP erteilte Berechtigung nicht über diversen Verboten steht (Waffenverbot im Versammlungsgesetz z. B. für bestimmte Veranstaltungen, oder Landesjagdgesetze z. B. Verbot zum Führen von Langwaffen in fremden Jagdgebieten) und das Führen eventuell illegal bleiben kann.
Seit 2019 müssen Organe des öffentlichen Sicherheitsdienstes sowie Angehöriger der Justizwache und Militärpolizei keinen Bedarf zum Führen von Schusswaffen mehr glaubhaft machen, wenn sie einen Waffenpass beantragen. Der Bedarf wird nunmehr vom Gesetz als jedenfalls gegeben angesehen.

### Ermessen der Behörde
Faktisch liegt es im Ermessen der Behörde (§ 10 Ermessen im Waffengesetz 1996), ob ein Waffenpass aufgrund ausreichender Glaubhaftmachung ausgestellt wird. Das Gesetz definiert jedoch, dass bei Bedarf ein WP auszustellen ist. Die Ausstellung ist sehr restriktiv und erfolgt nicht an Personen ohne nachweisbarer überdurchschnittlicher Gefährdung.

### Gültigkeit
Der Waffenpass wird für EWR-Bürger unbefristet ausgestellt. Eine Ausstellung in Bindung an örtliche (z. B. Dienstadresse, Jagdrevier) oder zeitliche (z. B. Dienstzeit) Gegebenheiten ist rechtlich nicht zulässig. Sehr wohl ist jedoch die Bindung an allgemeine persönliche Voraussetzungen, wie beispielsweise die „berufliche Tätigkeit als Angehöriger einer Wach- und Schließgesellschaft“ oder die „Tätigkeit als Jäger“ (im Sinne allgemein aufrechter Jagdausübungsberechtigung) möglich. In diesem Fall hat der WP seine Gültigkeit, solange die genannten Grundvoraussetzungen allgemein gegeben sind, es liegt jedoch keine Beschränkung der Gültigkeit auf konkrete Tätigkeit, Ort oder Zeit vor. Nach einem Wegfallen der Voraussetzungen (z. B. keine gültige Jagdkarte, Berufswechsel) erhält der WP die Wirkung einer einfachen Waffenbesitzkarte. Erfolgt eine rechtswidrige Einschränkung des WP (z. B. „Die Erlaubnis zum Führen von Waffen der Kategorie B wird auf die Ausübung der Jagd im eigenen Jagdrevier beschränkt“), so ist zu beachten, dass diese Einschränkung trotzdem ihre Gültigkeit erlangt, sollte zum Bescheid der Erteilung des WP nicht fristgerecht Beschwerde erhoben werden.

### Anzahl der Waffen
In einem Waffenpass wird die maximale Anzahl der genehmigungspflichtigen Schusswaffen, die man besitzen und – dies ist das besondere – auch führen darf eingetragen und in der behördlichen Waffenakte zentral vermerkt. Die Berechtigung zum Führen der Waffen steht in keinem Zusammenhang mit bestimmten behördlich registrierten Waffen, sondern regelt nur die prinzipiell zulässige Anzahl (ein oder zwei Waffen). Es ist somit ein Führen jeder Legalwaffe der betreffenden Kategorie möglich, ungeachtet dessen, auf wen sie tatsächlich registriert ist. Weiters geht mit dem WP wie bei einer Waffenbesitzkarte die Erlaubnis zum Besitz der genannten Anzahl von Waffen einher, es werden im gleichen Umfang der im WP genannten Anzahl Plätze zur Registrierung von Waffen in der Waffenakte geschaffen. Der Besitz von Schusswaffen wird daher analog zur Waffenbesitzkarte behördlich registriert.

#### Erweiterung auf mehr als zwei Waffen
Eine Erweiterung des Waffenpasses auf mehr als zwei Waffen ist nicht vorgesehen und gemäß einer Verordnung untersagt. Ein Inhaber, der mehr als zwei Schusswaffen besitzen möchte, muss daher eine Waffenbesitzkarte beantragen. Die Anzahl der Plätze auf der Waffenbesitzkarte ist mit der Anzahl der Plätze im Waffenpass zu addieren und ergibt so die Gesamtzahl an Waffen, die man besitzen darf.

## Berechtigung zum Führen
Der Waffenpass berechtigt dazu, eine Schusswaffe ohne besondere Einschränkung zu führen. Die Art und Weise des Führens ist nicht geregelt. Es besteht keine Verpflichtung zum eindeutig offenen oder verdeckten Führen. Offenes Führen, ohne dass es für Außenstehende nachvollziehbar erscheint (z. B. Uniform, Jagdbekleidung im Revier), kann jedoch den Tatbestand der Störung der öffentlichen Ordnung (§ 81 Abs. 1 SPG) erfüllen, was Konsequenzen von vorläufigem Waffenverbot über Entzug des Waffenpasses bis zur Erteilung eines generellen Waffenverbotes nach sich ziehen kann, da die Behörde die waffenrechtliche Zuverlässigkeit in Frage stellen kann.

### Verbote zum Führen von Waffen
Auch Inhaber eines Waffenpasses haben die gesetzlichen Vorschriften zu beachten, die das Führen von Waffen reglementieren.
In Österreich ist es etwa durch das Versammlungsgesetz weitgehend untersagt, bei Versammlungen – bis auf einzelne Ausnahmen – eine Waffe bei sich zu haben bzw. zu führen. Bei der Durchführung von bewaffnetem Personenschutz besteht dadurch die Problematik, dass diesbezügliche Verstöße oft nicht zu vermeiden sind.
Landesgesetze (z. B. Jagdgesetz) können ebenso das Führen untersagen, z. B. das Führen von Jagdwaffen in fremden Jagdrevieren.
Weiters besteht ein generelles Waffenverbot bei Gericht gemäß Gerichtsorganisationsgesetz (GOG). Gerichte müssen jedoch gemäß GOG Möglichkeiten zur Verwahrung von Waffen bieten, ein Betreten des Gerichtsgebäudes mit einer Waffe ist daher bis zur Personenschleuse zulässig, wo ein Organ die Waffe entgegenzunehmen hat, was jedoch nicht in jedem Gericht ein Standardprocedere darstellt und mitunter auf Unwissen der meist tätigen privaten Sicherheitskräfte stoßen kann.
Private Bedingungen wie Hausordnungen oder Beförderungsbedingungen haben prinzipiell keine straf- oder verwaltungsrechtliche Relevanz, können jedoch, je nach Situation und Auslegung der Behörde, mittelbar zu waffenrechtlichen Problemen im Bereich der waffenrechtlichen Zuverlässigkeit führen. Viele Betreiber öffentlicher Verkehrsmittel lehnen beispielsweise die Beförderung von Personen ab, die eine Waffe führen (z. B. Wiener Linien, ÖBB).

### Tragen von Schusswaffen ohne Waffenpass

#### Auf Liegenschaften
Das Führen von Waffen ist nur mit einem Waffenpass zulässig. Wenn man Waffen innerhalb von Wohn- oder Betriebsräumen oder eingefriedeten Liegenschaften mit Zustimmung des zu ihrer Benützung Berechtigten bei sich hat, so gilt dies nicht als Führen und ist daher ohne Waffenpass erlaubt (§ 7. WaffG).
Die Einwilligung des Eigentümers/Mieters/Pächters ist dafür erforderlich (z. B. Inhaber eines Unternehmens, der seinem Geschäftsführer gestattet, eine Waffe am Unternehmensgelände zu führen; Privatperson, die auf dem eigenen, eingefriedeten Grundstück eine Waffe führt).

#### Mit Jagdkarte
Mit Ausstellung der Jagdkarte erhält ein Jäger das Recht, Schusswaffen der Kategorie C ähnlich der Berechtigung durch einen üblichen WP zu führen, ohne jedoch einen WP ausgestellt zu erhalten. Jäger, die eine gültige Jagdkarte und gleichzeitig Waffenbesitzkarte besitzen, dürfen Waffen der Kategorie B während der rechtmäßigen, nach den landesrechtlichen Vorschriften zulässigen und tatsächlichen Ausübung der Jagd ohne Waffenpass führen.
Die Gültigkeit der Jagdkarte inklusive der waffenrechtlichen Berechtigungen ist nur mit eingezahltem Jahresbeitrag gegeben.

## Entzug des Waffenpasses

### Waffenverbot
Die Behörde kann den Besitz von Waffen und Munition verbieten (§ 12 Waffenverbot im Waffengesetz 1996), wenn bestimmte Tatsachen darauf hinweisen, dass gegen das Waffengesetz verstoßen wurde.

### Vorläufiges Waffenverbot
Bei akut drohendem Verstoß gegen das Waffengesetz können die Organe der öffentlichen Aufsicht, sprich Polizisten, Schusswaffen sicherstellen. Für betroffene Personen gilt dann ein vorläufiges Waffenverbot (§ 13 Vorläufiges Waffenverbot im Waffengesetz 1996) für 4 Wochen ab Aussprache oder Sicherstellung.